# Hemitripterus
Hemitripterus is een geslacht van straalvinnige vissen uit de familie van donderpadden (Hemitripteridae). Het geslacht is voor het eerst wetenschappelijk beschreven in 1829 door Cuvier.

## Soorten
- Hemitripterus americanus (Gmelin, 1789)
- Hemitripterus bolini (Myers, 1934)
- Hemitripterus villosus (Pallas, 1814)